# Зінов'єво (Юринський район)
Зіно́в'єво (рос. Зиновьево, марій. Зиновьево) — присілок у складі Юринського району Марій Ел, Росія. Входить до складу Васильєвського сільського поселення.

## Населення
Населення — 9 осіб (2010; 27 у 2002).
Національний склад (станом на 2002 рік):
- росіяни — 100 %